# Soutiers
Soutiers ist eine Commune déléguée in der französischen Gemeinde Saint-Pardoux-Soutiers mit 264 Einwohnern (Stand: 1. Januar 2022) im Département Deux-Sèvres in der Region Nouvelle-Aquitaine.
Die Gemeinde Soutiers wurde am 1. Januar 2019 mit Saint-Pardoux zur Commune nouvelle Saint-Pardoux-Soutiers zusammengeschlossen. Sie hat seither den Status einer Commune déléguée. Die Gemeinde Soutiers gehörte zum Arrondissement Parthenay und zum Kanton La Gâtine.

## Geographie
Soutiers liegt etwa acht Kilometer südsüdwestlich von Parthenay und 31 Kilometer nordnordöstlich von Niort. Sie Gemeinde Soutiers wurde umgeben von den Nachbargemeinden Le Tallud im Nordwesten und Norden, Pompaire im Nordosten, Beaulieu-sous-Parthenay im Osten, Vouhé im Südosten und Süden sowie Saint-Pardoux im Westen.

## Bevölkerungsentwicklung
| Jahr      | 1954 | 1962 | 1968 | 1975 | 1982 | 1990 | 1999 | 2006 | 2013 |
| Einwohner | 268  | 255  | 229  | 162  | 160  | 168  | 200  | 213  | 271  |

## Sehenswürdigkeiten

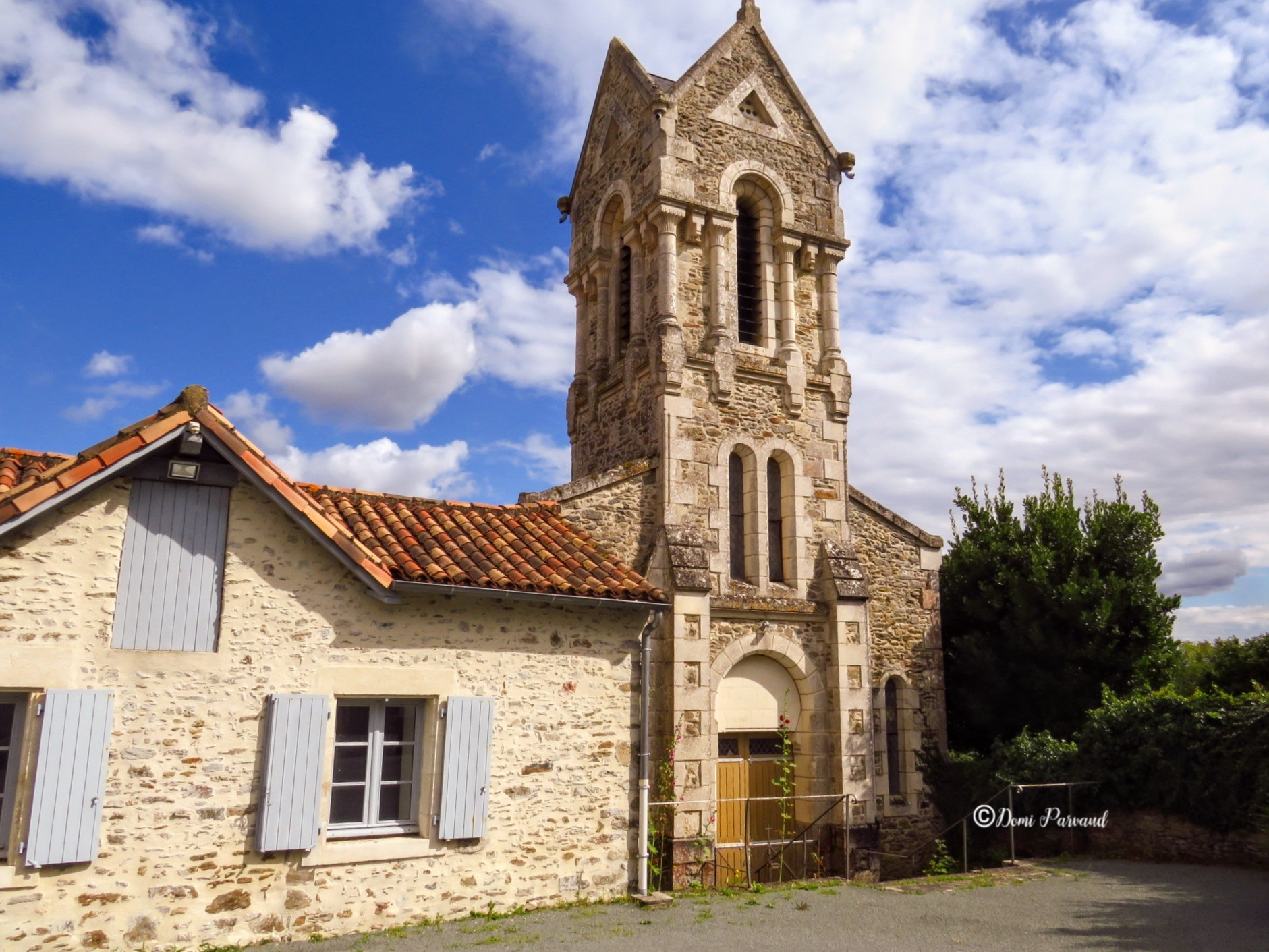
Kirche St. Martin

- Kirche St. Martin